# Pimenta-longa
Pimenteira-longa (Piper longum), por vezes chamada pimenta-longa-javanesa, indiana ou indonésia, é uma planta da família Piperaceae, cultivada pelo seu fruto, o qual é geralmente seco e usado como especiaria e condimento. A pimenta-longa é um parente próximo de Piper nigrum, tendo um sabor similar ao desta, mas geralmente mais picante. Os arianos foram os primeiros exportadores dos dois tipos de pimenta a partir das florestas da Ásia Meridional.
O fruto da pimenteira consiste de muitos frutos minúsculos - cada um com tamanho semelhante ao da semente de papoila - embutidos numa espiga floral que se assemelha bastante ao amentilho da aveleira. Os frutos contêm o alcaloide piperina, o que contribui para a sua pungência. Outra espécie de pimenta-longa, Piper retrofracum, é nativa da ilha de Java, Indonésia.

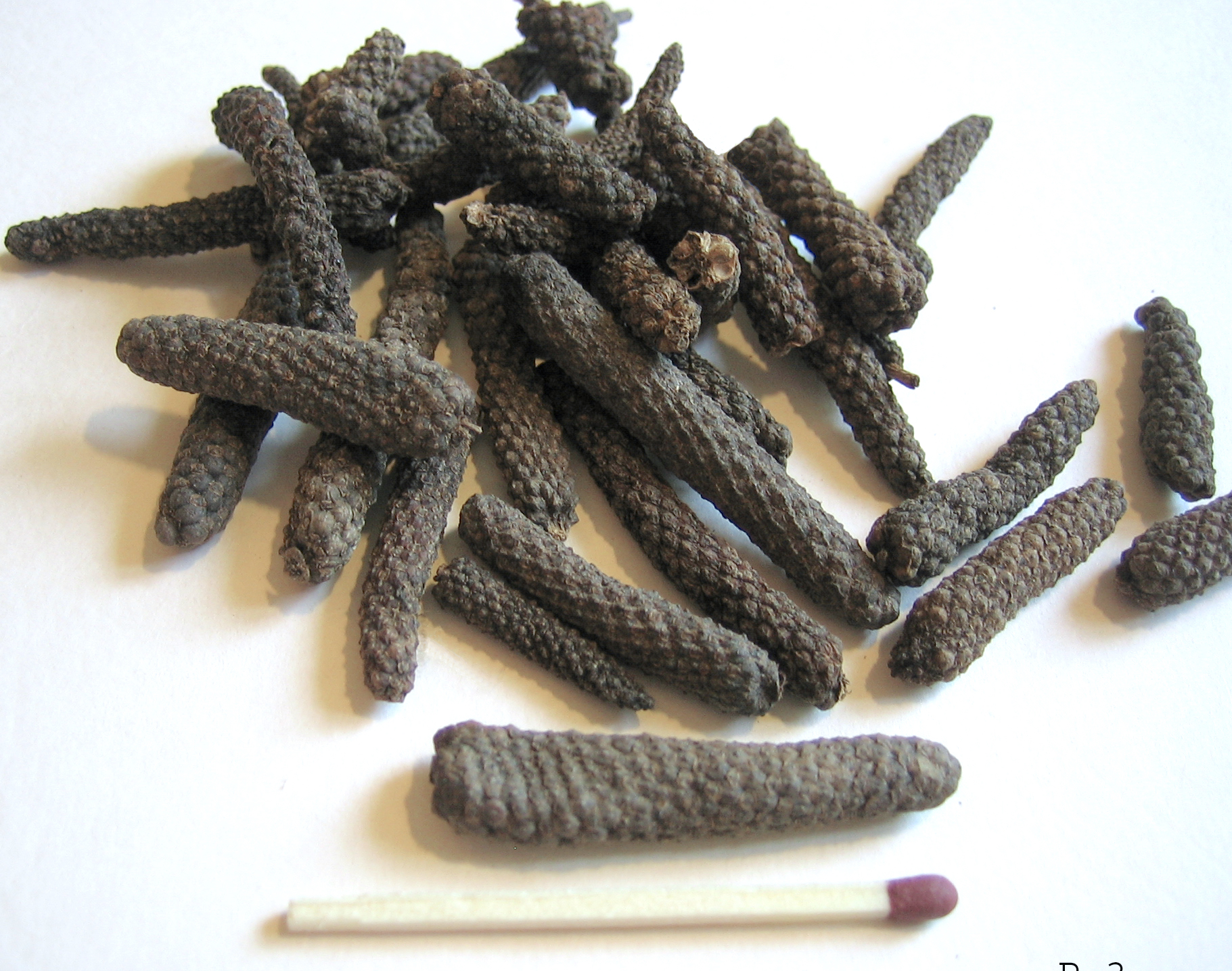
Amentilhos secos de pimenta-longa

## História
A pimenta-longa chegou à Grécia no século VI ou V a.C., mas Hipócrates, o primeiro escritor a mencioná-la, refere-a como medicamento e não como especiaria. Entre os gregos e os romanos e antes da descoberta europeia do Novo Mundo, a pimenta-longa era uma especiaria importante e bem conhecida. A história antiga da pimenta-preta é muitas vezes interligada (e confundida) com a da pimenta-longa, apesar de Teofrasto as ter distinguido na primeira obra sobre botânica.
Os romanos conheciam as duas pimentas, e referiam-se-lhes com o termo piper; Plínio, o Velho, acreditava erradamente que a pimenta-preta e a pimenta-longa secas tinham origem na mesma planta. A pimenta-preta ou redonda, começou a competir com a pimenta-longa na Europa a partir do século XII e no século XIV havia tomado lugar desta. A procura por fontes mais baratas e confiáveis de pimenta-negra impulsionou a Era das Descobertas; apenas após a descoberta do Novo Mundo e das plantas de Capsicum, designadas pelos espanhóis pimientos (usando a palavra espanhola para pimenta-longa), é que a popularidade da pimenta-longa se desvaneceu. Os frutos de Capsicum, alguns dos quais, quando secos, são semelhantes em forma e sabor aos da pimenta-longa, eram mais fáceis de cultivar em vários locais mais convenientes para os europeus. Hoje em dia, a pimenta-longa é uma raridade no comérico geral.

## Usos
Atualmente, a pimenta-longa é um ingrediente bastante raro nas culinárias europeias, mas ainda pode ser encontrada em picles indianos, algumas misturas de especiarias da África do Norte, e na cozinha indonésia e malaia. É facilmente encontrada nas mercearias indianas, onde é identificada como pippali.
Os textos aiurvédicos listam pippali como uma das mais poderosas ervas Rasayana, significando tratar-se de um melhorante da longevidade. Pippali é uma das mais utilizadas ervas aiurvédicas.